# MI5

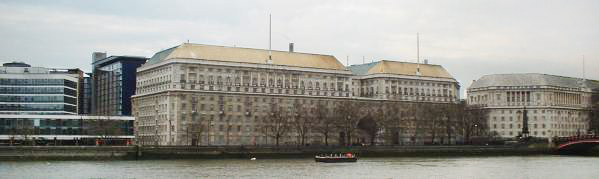
Trụ sở chính của MI5 ở Thames House, London

Cơ quan An ninh thường được gọi là MI5 là cơ quan tình báo, phản gián và đảm bảo an ninh của Vương quốc Liên hiệp Anh và Bắc Ireland. Cơ quan này có nhiệm vụ bảo vệ dân chủ, kinh tế và chống các tội phạm nguy hiểm, tội phạm chiến tranh, chống khủng bố trong Vương quốc Anh. Ở Anh, ngoài MI-6, MI-5 và sở cảnh sát đặc biệt, chức năng an ninh-tình báo còn được thực hiện bởi Cơ quan Tình báo quốc phòng và Trung tâm Thông tin chính phủ.

## Hoạt động
MI5 là một trong những cơ quan tình báo dày dặn kinh nghiệm nhất tại Châu Âu và trên thế giới. Trong những năm thế chiến thứ 2 và trong thời kỳ chiến tranh Lạnh, nhiệm vụ chính của cơ quan này là phản gián và đảm bảo an ninh cho Vương quốc Anh. Trong thời kỳ chiến tranh Lạnh, toàn bộ các chiến dịch của MI5 đều được giữ bí mật, kể cả danh tính giám đốc hay trụ sở của cơ quan này. Nhiệm vụ chính của cơ quan trong thời kỳ sau chiến tranh thế giới thứ hai là chống lại sự xâm nhập của gián điệp Xô Viết và những tên khủng bố IRA.

## Trụ sở
Sau thế chiến thứ 2, trụ sở của MI5 nằm tại Leconfield House (1945-1976), 140 Gower Street (1976-1994) và Thames House (trụ sở hiện tại). Theo như miêu tả trong cuốn sách "Spycatcher", trụ sở Gower Street của cơ quan này nằm nép mình giữa một trường cao đẳng mỹ thuật và bệnh viện. Để ra vào trụ sở này, nhân viên của MI5 phải trình thẻ nhân viên của mình cho viên cảnh sát đứng trong bàn lễ tân và thực hiện thêm các thủ tục an ninh khác để ra vào trụ sở bí mật của cơ quan này.
Hiện nay MI5 có các văn phòng khu vực trên khắp nước Anh và chúng vẫn được giữ bí mật.

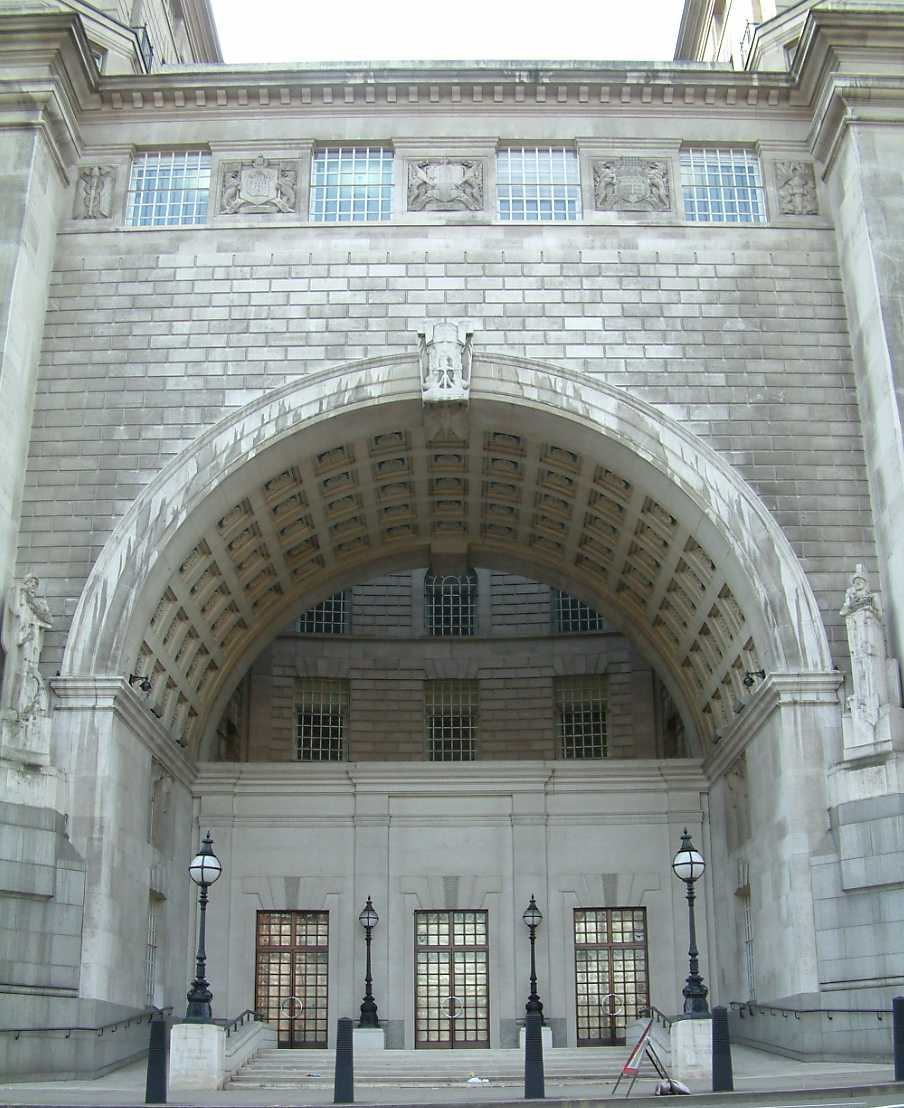
Trụ sở MI5 (Thames House)